# Gromada Boguszowice
Die Gromada Boguszowice war eine Verwaltungseinheit in der Volksrepublik Polen zwischen 1954 und 1972. Verwaltet wurde die Gromada vom Gromadzka Rada Narodowa dessen Sitz sich in Boguszowice befand, heute ein Stadtteil von Rybnik.

Die Gromada Boguszowice gehörte zum Powiat Rybnicki in der Woiwodschaft Katowice (damals Stalinogród) und bestand aus der Gromada Boguszowice aus der aufgelösten Gmina Boguszowice.

Zum 13. November 1954 wurde die Gromada Boguszowice schon wieder aufgelöst. Boguszowice bekam den Status eines Osiedle, der Rat des Osiedle bestand aus 27 Mitgliedern.

Am 18. Juli 1962 erhielt das Osiedle Boguszowice das Stadtrecht und am 27. Mai 1975 wurde Boguszowice nach Rybnik eingemeindet.